# Miguel Torres (football)
Pour les articles homonymes, voir Miguel Torres et Torres.
Miguel Torres, de son nom complet Miguel Torres Gómez, est un footballeur espagnol né le 28 janvier 1986 à Madrid (Espagne).

## Carrière

### En club
Miguel Torres est formé au Real Madrid. Il intègre le centre de formation madrilène à l'âge de douze ans.
Il débute avec l'équipe première le 25 octobre 2006, à l'occasion d'un match de Copa del Rey contre l'Écija Balompié. Torres est même titulaire, profitant des blessures de Fabio Cannavaro, Míchel Salgado et Cicinho. Lors du match retour, il remplace Sergio Ramos à la 80e minute. Il prend également part en tant que titulaire aux deux matchs de la même Copa del Rey contre le Betis Séville.
Il participe également à l'intégralité d'un match de Ligue des champions en 2006, contre le Dynamo Kiev. Torres joue également les 90 minutes des deux matchs contre le Bayern Munich comme arrière droit, et fait alors de bonnes prestations.
Torres joue titulaire lors de son premier match de première division (Liga), qui oppose le Real au Real Saragosse. Il conserve sa place pour le match du week-end suivant, contre le Real Majorque. À la suite de sa bonne performance lors de ce match, son entraîneur Fabio Capello déclare : « Ce n'est pas facile de trouver un joueur qui possède autant de personnalité et de talent en attaque et en défense que Torres ».
Le 11 février 2007, lors d'un match contre le Real Sociedad, Torres donne sa première passe décisive. Après une course sur le côté gauche, il fait une passe de son pied gauche, alors qu'il est ordinairement droitier, à Ruud van Nistelrooy, qui marque de la tête. La partie est gagnée par le Real Madrid 2-1. Deux mois plus tard, lors d'un match important au stade Santiago-Bernabéu contre le Valence CF, il délivre également à l'attaquant néerlandais une passe décisive, mais le valencian Fernando Morientes marque un but en début de seconde période. Mais Sergio Ramos réplique vingt minutes plus tard et le Real Madrid gagne finalement le match 2-1.
En août 2009, il signe pour cinq ans lors d'un transfert évalué à deux millions d'euros chez le club voisin Getafe CF. Le Real Madrid ajoute au contrat une clause lui permettant de racheter le joueur lors des deux prochaines saisons.
Le 14 août 2014, il rentre au pays en s'engageant pour une saison, plus deux en option, à Málaga.

### En sélection nationale
Torres honore sa première sélection avec l'équipe nationale espagnole espoirs lors d'un match contre l'équipe d'Angleterre espoirs le 6 février 2007 (2-2).
Il participe au Championnat d'Europe espoirs 2009 avec l'équipe d'Espagne des moins de 21 ans.

## Autres
En 2024 il participe à Bailando con las estrellas, la version espagnol de Dancing with the Stars. Il est en compétition de la 1re à la 3e semaine, et est repéché au 8e prime, avant d'être définitivement éliminer au 9e prime.

## Palmarès
Real Madrid
- Champion d'Espagne en 2007 et 2008.
- Vainqueur de la Supercoupe d'Espagne en 2008.

 Olympiakos
- Championnat de Grèce en 2014